# 利特爾克里克 (喬治亞州)
利特爾克里克（英語：Little Creek）是位於美國喬治亞州哈拉爾森縣的一個非建制地區。該地的面積和人口皆未知。

## 地理
利特爾克里克的座標為33°53′14″N 85°18′42″W / 33.88722°N 85.31167°W，而該地的平均海拔高度為356米（即1168英尺）。